# Jelena Bovina
Jelena Olegovna Bovina (Russisch: Елена Олеговна Бовина) (Moskou, 10 maart 1983) is een voormalig tennisspeelster uit Rusland. Bovina begon met tennis toen zij vijf jaar oud was. Zij speelt rechtshandig en heeft een tweehandige backhand. Zij was actief in het proftennis van 1998 tot en met 2012.

## Loopbaan

### Enkelspel
Bovina debuteerde in 1998 op het ITF-toernooi van El Paso (VS) – hier veroverde zij meteen haar eerste titel, door de Amerikaanse Diana Ospina te verslaan. In totaal won zij acht ITF-titels, de laatste in 2010 in Tallinn (Estland).
In 2000 speelde Bovina voor het eerst op een WTA-hoofdtoernooi, op het toernooi van Tasjkent. Zij bereikte er de kwartfinale. Zij stond in 2001 voor het eerst in een WTA-finale, op het toernooi van Estoril – zij verloor van de Spaanse Ángeles Montolio. In 2002 veroverde Bovina haar eerste WTA-titel, op het toernooi van Warschau, door de Slowaakse Henrieta Nagyová te verslaan. In totaal won zij drie WTA-titels, de laatste in 2004 in New Haven.
Haar beste resultaat op de grandslamtoernooien is het bereiken van de kwartfinale, op de US Open 2002. Haar hoogste notering op de WTA-ranglijst is de veertiende plaats, die zij bereikte in april 2005.
In 2006 speelde zij nauwelijks, als gevolg van een schouderblessure, waardoor zij ver wegzakte op de wereldranglijst. Zij nam nog tot en met 2012 deel aan toernooien, maar concentreerde zich op het ITF-circuit. Na een onderbreking van vier jaar, wegens aanhoudende blessures, keerde zij in 2017 voor korte tijd terug op het proftennis.

### Dubbelspel
Bovina was in het dubbelspel minder actief dan in het enkelspel, maar behaalde er niettemin iets betere resultaten. Zij debuteerde in 1999 op het ITF-toernooi van Batoemi (Georgië) samen met landgenote Natalia Egorova. Zij stond in 2000 voor het eerst in een finale, op het ITF-toernooi van Jersey (VK), samen met de Oekraïense Hanna Zaporozjanova – hier veroverde zij haar eerste titel, door het duo Selima Sfar en Joanne Ward te verslaan. In totaal won zij elf ITF-titels, de laatste in 2012 in New Braunfels (VS).
In 2000 speelde Bovina voor het eerst op een WTA-hoofdtoernooi, op het toernooi van Tasjkent, samen met de Wit-Russin Tatjana Poetsjek. Zij bereikten er de halve finale. Zij stond in 2001 voor het eerst in een WTA-finale, op het toernooi van Bratislava, samen met de Tsjechische Dája Bedáňová – hier veroverde zij haar eerste titel, door het koppel Nathalie Dechy en Meilen Tu te verslaan. In totaal won zij vijf WTA-titels, de laatste in 2003 in Tokio, samen met de Australische Rennae Stubbs.
Haar beste resultaat op de grandslamtoernooien is het bereiken van de kwartfinale. Haar hoogste notering op de WTA-ranglijst is de veertiende plaats, die zij bereikte in februari 2003.

### Tennis in teamverband
In de periode 2001–2005 maakte Bovina deel uit van het Russische Fed Cup-team – zij behaalde daar een winst/verlies-balans van 5–2.

## Posities op deWTA-ranglijst
Positie per einde seizoen:
| jaar | rang enkelspel | rang dubbelspel |
| ---- | -------------- | --------------- |
| 1998 | 382            | –               |
| 1999 | 398            | –               |
| 2000 | 135            | 187             |
| 2001 | 49             | 87              |
| 2002 | 26             | 27              |
| 2003 | 21             | 22              |
| 2004 | 15             | 68              |
| 2005 | 62             | 142             |
| 2006 | 1420           | –               |
| 2007 | 324            | 278             |
| 2008 | 186            | –               |
| 2009 | 225            | 255             |
| 2010 | 154            | 185             |
| 2011 | 301            | 105             |
| 2012 | 214            | 116             |
|      |                |                 |
| 2016 | 999            | 489             |
| 2017 | 466            | 1293            |

## Palmares
| Legenda                |
| ---------------------- |
| Grandslamtoernooi      |
| Olympische Spelen      |
| Year-End Championships |
| Tier I                 |
| Tier II                |
| Tier III               |
| Tier IV & V            |

### WTA-finaleplaatsen enkelspel
| nr.              | finale     | toernooi      | ondergrond    | tegenstandster         | score         |         |
| ---------------- | ---------- | ------------- | ------------- | ---------------------- | ------------- | ------- |
| gewonnen finales |            |               |               |                        |               |         |
| 1.               | 2002-05-12 | WTA Warschau  | gravel        | Henrieta Nagyová       | 6-3, 6-1      | details |
| 2.               | 2002-09-22 | WTA Québec    | hardcourt (i) | Marie-Gaïané Mikaelian | 6-3, 6-4      | details |
| 3.               | 2004-08-28 | WTA New Haven | hardcourt     | Nathalie Dechy         | 6-2, 2-6, 7-5 | details |
| verloren finales |            |               |               |                        |               |         |
| 1.               | 2001-04-15 | WTA Estoril   | gravel        | Ángeles Montolio       | 6-3, 3-6, 2-6 | details |
| 2.               | 2004-10-03 | WTA Hasselt   | hardcourt (i) | Jelena Dementjeva      | 6-0, 0-6, 4-6 | details |
| 3.               | 2004-10-31 | WTA Linz      | hardcourt (i) | Amélie Mauresmo        | 2-6, 0-6      | details |

### WTA-finaleplaatsen dubbelspel
| nr.                                 | finale     | toernooi        | ondergrond    | partner            | tegenstandsters                    | score         |         |
| ----------------------------------- | ---------- | --------------- | ------------- | ------------------ | ---------------------------------- | ------------- | ------- |
| gewonnen finales vrouwendubbelspel  |            |                 |               |                    |                                    |               |         |
| 1.                                  | 2001-10-21 | WTA Bratislava  | hardcourt (i) | Dája Bedáňová      | Nathalie Dechy Meilen Tu           | 6-3, 6-4      | details |
| 2.                                  | 2001-10-28 | WTA Luxemburg   | hardcourt (i) | Daniela Hantuchová | Bianka Lamade Patty Schnyder       | 6-3, 6-3      | details |
| 3.                                  | 2002-04-14 | WTA Estoril     | gravel        | Zsófia Gubacsi     | Barbara Rittner María Vento-Kabchi | 6-3, 6-1      | details |
| 4.                                  | 2002-10-20 | WTA Zürich      | hardcourt (i) | Justine Henin      | Jelena Dokić Nadja Petrova         | 6-2, 7-6      | details |
| 5.                                  | 2003-02-02 | WTA Tokio       | tapijt (i)    | Rennae Stubbs      | Lindsay Davenport Lisa Raymond     | 6-3, 6-4      | details |
| verloren finales vrouwendubbelspel  |            |                 |               |                    |                                    |               |         |
| 1.                                  | 2002-04-21 | WTA Boedapest   | gravel        | Zsófia Gubacsi     | Catherine Barclay Émilie Loit      | 6-4, 3-6, 3-6 | details |
| 2.                                  | 2002-05-05 | WTA Bol         | gravel        | Henrieta Nagyová   | Tathiana Garbin Angelique Widjaja  | 5-7, 6-3, 4-6 | details |
| 3.                                  | 2003-08-10 | WTA Los Angeles | hardcourt     | Els Callens        | Mary Pierce Rennae Stubbs          | 3-6, 3-6      | details |
| gewonnen finales gemengd dubbelspel |            |                 |               |                    |                                    |               |         |
| 1.                                  | 2004-02-01 | Australian Open | hardcourt     | Nenad Zimonjić     | Martina Navrátilová Leander Paes   | 6-1, 7-6      | details |
| verloren finales gemengd dubbelspel |            |                 |               |                    |                                    |               |         |
| 1.                                  | 2002-06-09 | Roland Garros   | gravel        | Mark Knowles       | Cara Black Wayne Black             | 3-6, 3-6      | details |

### Gewonnen ITF-toernooien enkelspel
| nr. | finale     | toernooi   | dotatie  | tegenstandster in finale | score          |
| --- | ---------- | ---------- | -------- | ------------------------ | -------------- |
| 1.  | 1998-05-31 | El Paso    | $ 10.000 | Diana Ospina             | 3-6, 7-6, 7-6  |
| 2.  | 2000-02-06 | Jersey     | $ 10.000 | Helen Reesby             | 6-2, 6-3       |
| 3.  | 2000-02-13 | Birmingham | $ 10.000 | Hanna Zaporozjanova      | 6-1, 6-2       |
| 4.  | 2000-02-20 | Redbridge  | $ 25.000 | Julie Pullin             | 2-6, 6-0, 6-1  |
| 5.  | 2008-08-17 | The Bronx  | $ 50.000 | Anna-Lena Grönefeld      | 6-3, 7-5       |
| 6.  | 2009-03-22 | Tenerife   | $ 25.000 | Rebecca Marino           | 6-2, 6-4       |
| 7.  | 2010-02-07 | Belfort    | $ 25.000 | Romina Oprandi           | 7-6, 5-7, 6-4  |
| 8.  | 2010-08-15 | Tallinn    | $ 25.000 | Anne Keothavong          | 6-4, 4-1, opg. |

### Gewonnen ITF-toernooien dubbelspel
| nr. | finale     | toernooi      | dotatie  | partner              | tegenstandsters in finale                    | score            |
| --- | ---------- | ------------- | -------- | -------------------- | -------------------------------------------- | ---------------- |
| 1.  | 2000-02-06 | Jersey        | $ 10.000 | Hanna Zaporozjanova  | Selima Sfar Joanne Ward                      | 6-3, 6-2         |
| 2.  | 2000-02-13 | Birmingham    | $ 10.000 | Hanna Zaporozjanova  | Natalia Egorova Jekaterina Sysojeva          | 6-3, 6-4         |
| 3.  | 2009-06-06 | Galatina      | $ 25.000 | Regina Koelikova     | Beatriz García Vidagany María Emilia Salerni | 6-2, 6-1         |
| 4.  | 2010-02-07 | Belfort       | $ 25.000 | Irena Pavlovic       | Nikola Hofmanova Karina Pimkina              | 6-2, 2-6, [10-6] |
| 5.  | 2010-03-06 | Minsk         | $ 25.000 | Irena Pavlovic       | Maret Ani Vitalia Djatsjenko                 | 6-0, 6-1         |
| 6.  | 2010-11-12 | Minsk         | $ 25.000 | Jekaterina Bytsjkova | Paula Kania Katarzyna Piter                  | 6-4, 6-0         |
| 7.  | 2011-04-01 | Monzón        | $ 50.000 | Valerija Savinych    | Margalita Tsjachnasjvili Ivana Lisjak        | 6-1, 2-6, [10-4] |
| 8.  | 2011-10-16 | Troy          | $ 50.000 | Valerija Savinych    | Varvara Lepchenko Mashona Washington         | 7-6, 6-3         |
| 9.  | 2012-04-08 | Jackson       | $ 25.000 | Tereza Mrdeža        | Mailen Auroux María Irigoyen                 | 6-3, 6-3         |
| 10. | 2012-06-22 | Kristinehamn  | $ 25.000 | Valerija Solovjeva   | Viktoryia Kisialeva Ilona Kremen             | 6-2, 6-2         |
| 11. | 2012-11-04 | New Braunfels | $ 50.000 | Mirjana Lučić        | Mariana Duque Mariño Adriana Pérez           | 6-3, 4-6, [10-8] |

## Resultaten grandslamtoernooien
| Legenda | Legenda                          |
| ------- | -------------------------------- |
| g.t.    | geen toernooi gehouden           |
| l.c.    | lagere categorie                 |
| –       | niet deelgenomen                 |
| G       | uitgeschakeld in de groepsfase   |
| 1R      | uitgeschakeld in de eerste ronde |
| 2R      | uitgeschakeld in de tweede ronde |
| 3R      | uitgeschakeld in de derde ronde  |
| 4R      | uitgeschakeld in de vierde ronde |
| KF      | uitgeschakeld in de kwartfinale  |
| HF      | uitgeschakeld in de halve finale |
| F       | de finale verloren               |
| W       | het toernooi gewonnen            |
| w-v     | winst/verlies-balans             |

### Enkelspel
| toernooi        | 2000 | 2001 | 2002 | 2003 | 2004 | 2005 |    | 2007 | w-v |
| --------------- | ---- | ---- | ---- | ---- | ---- | ---- | -- | ---- | --- |
| Australian Open | –    | 1R   | 1R   | 4R   | 2R   | –    | 1R | 4-5  |     |
| Roland Garros   | 1R   | 3R   | 1R   | 2R   | 3R   | 4R   | –  | 8-6  |     |
| Wimbledon       | –    | 2R   | 2R   | 2R   | 2R   | –    | –  | 4-4  |     |
| US Open         | –    | 1R   | KF   | 1R   | 3R   | –    | –  | 6-4  |     |

### Vrouwendubbelspel
| Australian Open | –  | 1R | 3R | –  | 2R | 3-3 |
| Roland Garros   | –  | 3R | KF | 2R | –  | 6-3 |
| Wimbledon       | –  | 1R | –  | –  | –  | 0-1 |
| US Open         | 1R | 1R | KF | –  | –  | 3-3 |

### Gemengd dubbelspel
| toernooi        | 2002 | 2003 | 2004 |    | 2007 | w-v |
| --------------- | ---- | ---- | ---- | -- | ---- | --- |
| Australian Open | –    | –    | W    | 1R | 5-1  |     |
| Roland Garros   | F    | –    | HF   | –  | 7-2  |     |
| Wimbledon       | 1R   | KF   | –    | –  | 2-2  |     |
| US Open         | KF   | –    | –    | –  | 2-1  |     |